# أوسكار تورنر
أوسكار تورنر (بالإنجليزية: Oscar Turner) هو محامي وسياسي أمريكي، ولد في 3 فبراير 1825 في نيو أورلينز في الولايات المتحدة، وتوفي في 22 يناير 1896 في لويفيل في الولايات المتحدة. انتخب عضو مجلس النواب الأمريكي.